# Felisa Martín
Felisa Martín Bravo (* 11. Juni 1898 in Donostia-San Sebastián, Spanien; † 29. Oktober 1979 in Madrid, Spanien) war eine spanische Physikerin und Meteorologin. Sie war die erste Spanierin, die in Physik promovierte.

## Leben und Werk
Felisa Martín war die Tochter von Enrique Martín Rodríguez und Rosalía Bravo Muñoa. Sie besuchte das Allgemeine und Technischen Institut von Gipuzkoa und studierte ab 1918 Physik an der Universidad Madrid, wo sie 1922 ihren Abschluss erhielt. Sie begann dann als erste Frau am Physikalischen Forschungslabor der Junta para Ampliación de Estudios in der Forschungsgruppe von Julio Palacios zu arbeiten. In den folgenden vier Jahren spezialisierte sie sich auf die Untersuchung von Kristallgittern mit Röntgengeräten und arbeitete im letzten Jahr als Assistentin an der Fakultät für Naturwissenschaften. Sie setzte die von den Braggs und auch von den Physikern Peter Debye und Paul Scherrer entwickelte Methode zur Strukturbestimmung von Kristallen in Pulverform mittels Röntgenstrahlen zur Untersuchung der Strukturen von Nickel- und Colbatoxiden und von Nickelsulfid ein. Diese Arbeit war die Grundlage für ihre Dissertation, die sie 1926 verteidigte und sie als erste Frau in Spanien in Physik promovierte.

## Forschungstätigkeit
Sie verbrachte 1927 mehrere Monate im Ausland und unterrichtete Physik und Spanisch an Mädchenhochschulen in Connecticut und Vermont.  Sie besuchte die Harvard University und die Yale University, um mehr über die dortigen Labore zu erfahren. Nach ihrer Rückkehr aus den Vereinigten Staaten heiratete sie den Professor für Philologie an der Universität Sevilla, José Vallejo.
1929 begann sie als erste und bis 1935 einzige Frau ihre Arbeit im Instituto Central Meteorológico als Assistentin. Mit einem Stipendium des Cajal-Lehrstuhls setzte sie währenddessen ihre Forschungstätigkeit bei der Erforschung kristalliner Strukturen am Institut für Physik an der Universität Madrid fort.
Mit einem Stipendium forschte sie 1932 an der University of Cambridge. Am Cavendish Laboratory beschäftigte sie sich mit Röntgenspektrographietechniken und studierte auf Empfehlung des Instituto Central Meteorológico  zusammen mit dem Physiker und Nobelpreisträger Charles Thomson Rees Wilson atmosphärische Sondierungssysteme. Gegen Ende ihres Aufenthalts in Cambridge bat sie um eine Verlängerung ihres Stipendiums, um ihr Studium fortzusetzen, aber der Antrag wurde abgelehnt.

## Tätigkeit bei der Staatlichen Meteorologischen Agentur und Direktorin der Sternwarte von Igeldo
Martín kehrte 1934 nach Spanien zurück und arbeitete bei der Staatlichen Meteorologischen Agentur. 1936 spaltete sich diese in zwei Teile und sie arbeitete weiterhin auf republikanischer Seite in Madrid. Als Francos Truppen sich der Stadt näherten, beschloss die Agentur, die Organisation nach Valencia zu verlegen. Infolgedessen erhielten die Mitarbeiter 1937 den Befehl, nach Valencia zu gehen. Da sie diesem Befehl nicht folgte, wurde sie sofort aus der Organisation ausgeschlossen.
Während des Krieges waren die Meteorologie-Observatorien strategische Kommunikationspunkte, und ihre Direktoren in allen Observatorien, die sich in der Franco-Zone befanden, wurden durch Militärpersonal ersetzt. Die Rechtslage der Sternwarte Igeldo war kompliziert, denn die Leitung lag nicht mehr beim Provinzialrat von Gipuzkoa, sondern bei der Luftwaffe. Die Instandhaltung des Gebäudes und seine Verwaltung lagen jedoch weiterhin in der Verantwortung der regionalen Einheit. Da die Armee keine geeigneten Kandidaten für die Leitung hatte, wurde Martín 1937 zur ersten Direktorin der Sternwarte ernannt. Sie leitete die Sternwarte bis Juni 1940, bis sie aufgrund der Militarisierung des Dienstes zu Beginn des Franco-Regimes entlassen wurde.
Sie kehrte mit ihrem Mann nach Madrid zurück und wurde nach einer politischen Überprüfung wieder in den spanischen Wetterdienst eingestellt. Sie war dort bis in die 1960er Jahre die einzige Frau und eine der wenigen, die keine militärische Position bekleidete. Von 1943 bis 1954 veröffentlichte sie mehrere Artikel zu dem Thema atmosphärische Elektrizität. Bis zu ihrer Pensionierung arbeitete sie weiterhin für den spanischen Wetterdienst.
1969 nahm sie an den ersten wissenschaftlichen Sitzungen der Vereinigung spanischer Meteorologen (AME) in Salamanca teil. Sie gehörte der Spanischen Vereinigung für den Fortschritt der Wissenschaften, der Spanischen Mathematischen Gesellschaft und der Spanischen Gesellschaft für Physik und Chemie an. Sie war von 1973 bis 1974 Vorsitzende der Spanischen Vereinigung für Meteorologie.
Martín starb im Alter von 81 Jahren in Madrid und vermachte ihr gesamtes Vermögen in Höhe von sechs Millionen Peseten und die Bibliothek ihres Mannes der Universität Sevilla.

## Auszeichnungen (Auswahl)
- 2017: der Stadtrat von San Sebastián ehrt sie mit der Benennung einer Straße mit ihrem Namen[6]
- 2018: Aufnahme in das Periodensystem der Wissenschaftlerinnen[7]

## Veröffentlichungen (Auswahl)
- Determinación de la estructura cristalina del óxido de níquel, del de cobalto y del sulfuro de plomo. Anales de la Sociedad Española de Física y Química, 24, S. 611–646, 1926.